# إيسل
إيسل (ق. 460– ق. 535)، هو ملك محتمل لمرسيا. من المفترض أنه ابن إيومر (443–489)، آخر ملوك الأنجل في آنغلن. من المفترض أن إيسل قاد شعبه عبر بحر الشمال إلى بريطانيا حوالي عام 515 خلال الاستيطان الأنجلوسكسوني في بريطانيا. كان إيسل هو الجد المسمى لعائلة جده، عائلة إيكلينغاس .

## التاريخ

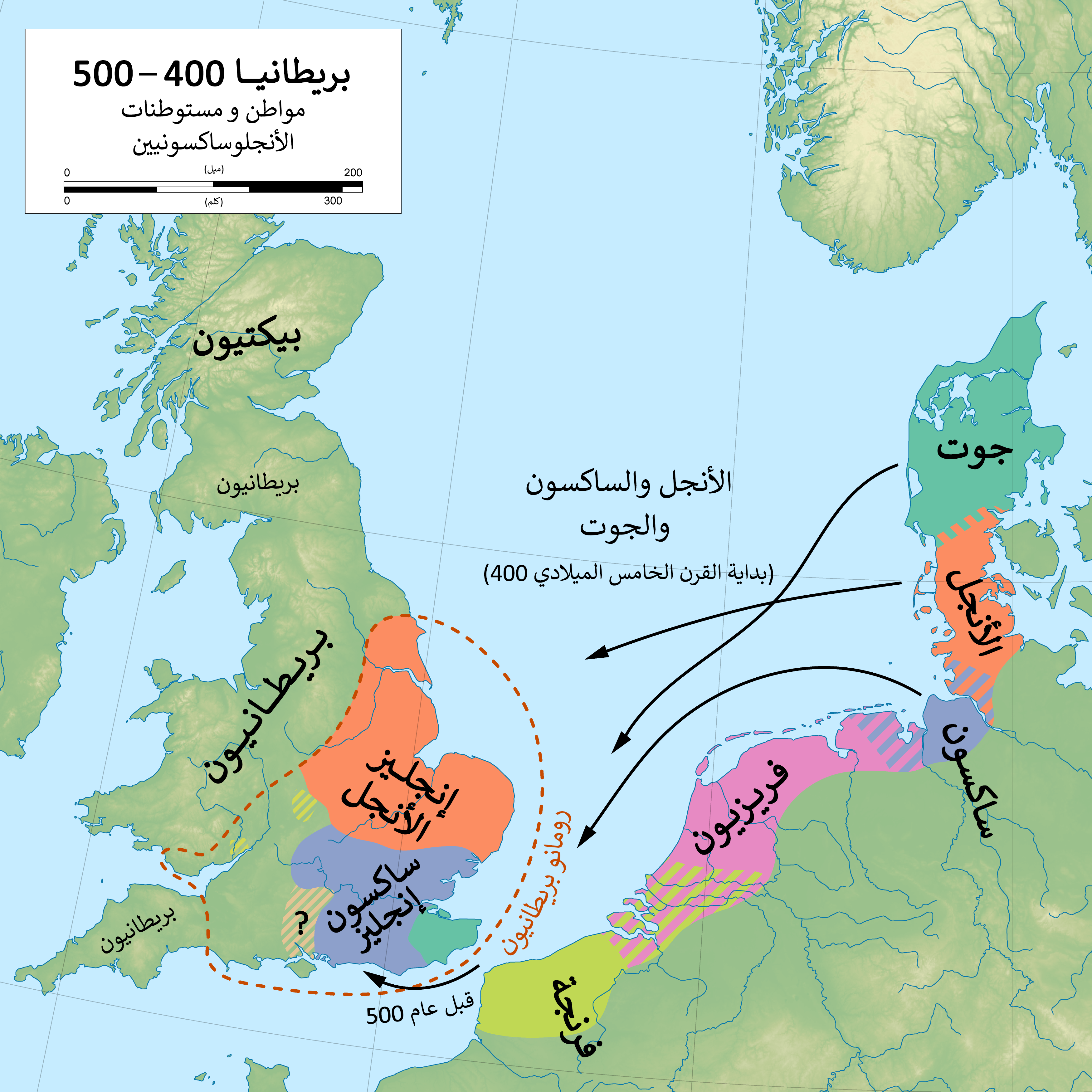
انتشار الأنجل (الحمراء)، التي كانت قبيلة إيسل، والساكسونيين (الأزرق) حوالي 500م، والذي كان جيدًا خلال حياة إيسل

ولد إيسل قبل عام 489، وربما حوالي عام 460. أصبح ملكًا على أنغليا بعد وفاة والده عام 489. كان آخر ملوك أنغليا، وهاجر إلى إنجلترا حوالي عام 515. وفي نفس العام أصبح ملكًا على مرسيا.
بحلول عام 527، كان إيسل قد شق طريقه عبر شرق أنجليا إلى مرسيا، كما ورد في مخطوطة القرن الثالث عشر المعروفة باسم فلوريس هيستورياروم [الإنجليزية] : " جاء الوثنيون من ألمانيا واحتلوا شرق أنجليا، أي بلد الأنجل الشرقية؛ وقام بعضهم بغزو مرسيا وشنوا حربًا ضد الإنجليز. " بوفاته ق. 535، ورد أن إيسل كان يسيطر على أجزاء كبيرة من شرق أنجليا ومرسيا، وبالتالي يمكن اعتباره أول ملك حقيقي لمرسيا. خلف إيسل كنيبا بعد وقت قصير من وفاته.